# Dolichopeza aequalis
Dolichopeza aequalis är en tvåvingeart som beskrevs av Günther Theischinger 1993. Dolichopeza aequalis ingår i släktet Dolichopeza och familjen storharkrankar. Inga underarter finns listade i Catalogue of Life.